# Assassin's Creed III
Assassin's Creed III este un joc video de acțiune-aventură, dezvoltat de Ubisoft Montreal și publicat de Ubisoft pentru PlayStation 3, Xbox 360, Wii U și Microsoft Windows. Este cel de-al cincilea joc principal al seriei Assassin's Creed și o continuare directă a jocului din 2011, Assassin's Creed: Revelations. Jocul a fost lansat pentru PlayStation 3 și Xbox 360 pe 30 octombrie 2012, și ulterior pentru Wii U și Microsoft Windows în noiembrie 2012.
Povestea are loc într-o istorie ficțională a evenimentelor din viața reală și urmărește bătălia dintre Asasini, care luptă pentru pace prin libertate, și Templieri, care doresc pace prin control. Una dintre povești are loc în secolul 21 și îl are în prim-plan pe protagonistul seriei, Desmond Miles, care, cu ajutorul unei mașinării numite Animus, retrăiește amintirile strămoșilor săi și încearcă să prevină apocalipsa din 2012. Cealaltă poveste are loc în secolul 18, înainte, în timpul și după Revoluția Americană, în perioada 1754-1783, și îl urmărește pe Ratonhnhaké:ton (/ˈrəduːnˈhəɡeɪduːn/), strămoșul englez-mohican al lui Desmond, cunoscut ca și Connor, în lupta sa împotriva încercărilor Templierilor de a câștiga puterea în colonii.
Assassin's Creed III are loc într-o lume open world și este prezentat dintr-o perspectivă third-person, obiectivul principal fiind folosirea abilităților de luptă și stealth ale lui Desmond și Connor în eliminarea țintelor și explorarea mediului înconjurător. Connor poate explora liber orașele Boston, New York City, dar și frontiera americană din secolul 18, pentru a completa obiectivele secundare separate de povestea principală. Jocul conține și un mod multiplayer, permițând jucătorilor să concureze online, solo sau în echipă, pentru a completa obiective, inclusiv asasinări și evadări. Ubisoft a dezvoltat un nou motor grafic, Anvil Next, pentru acest joc.
Jocul a primit recenzii pozitive din partea criticilor, care l-au lăudat pentru gameplay, poveste, distribuția diversificată a personajelor, grafică și abordarea ambițioasă și grandioasă, dar au criticat mecanicile de gameplay dezvoltate neuniform și bugurile prezente. A fost un succes comercial, vânzând peste 12 milioane de copii internațional. Continuarea sa, Assassin's Creed IV: Black Flag, a fost lansată în octombrie 2013 și îl urmărește pe bunicul lui Ratonhnhaké:ton, Edward Kenway, pirat și Asasin ce operează în Caraibe în timpul Epocii de aur a pirateriei.
În septembrie 2018, o versiune remasterizată a lui Assassin's Creed III a fost anunțată. Remasterizarea conține grafici, lumini și rezoluții îmbunătățite, modele de caractere actualizate și diferite mecanici de joc modificate. A fost lansat pe 29 martie 2019 pentru Microsoft Windows, PlayStation 4, și Xbox One, atât ca și conținut descărcabil de la Assassin's Creed Odyssey cât și ca joc separat. O versiune pentru Nintendo Switch a fost lansată pe 21 mai 2019.

## Gameplay

Assassin’s Creed III conține noi elemente de gameplay, precum vânatul și mânuirea duală a armelor. Aici, Connor folosește două arme, un topor și un pistol, împotriva unui grup de soldați englezi.

Assassin's Creed III este un joc de acțiune-aventură, jucat din perspectiva third-person, cu o acțiune ce are loc într-un mediu open world, în care jucătorul folosește o combinație de stealth, parkour și luptă pentru a completa diferite misiuni. Jucătorul își asumă rolul a trei personaje pe parcursul jocului. Protagonistul seriei, Desmond Miles, un Asasin al secolului 21, încearcă să descopere secretele unei Cripte aparținând Precursorilor, care va proteja Terra de explozia solară din 21 decembrie 2012. Pentru a descoperi aceste secrete, Desmond folosește Animusul pentru a retrăi amintirile a doi dintre strămoșii săi, strămoși pe care jucătorul îi controlează în timpul anumitor secvențe din timpul Revoluției Americane. Primul strămoș, ce apare pentru puțin timp la începutul jocului, este Haytham Kenway, un Templier britanic, care caută locația Criptei. Al doilea, și personajul principal, este Ratonhnhaké:ton, rezultat dintr-o aventură scurtă dintre Kenway și o femeie amerindiană. Ratonhnhaké:ton își ia supranumele de Connor pentru a se amesteca în societatea colonială. Când joacă ca și Connor, jucătorul are acces la o sălbăticie mare, cunoscută ca și Frontiera (care este de 1,5 ori mai mare decât Roma din Assassin's Creed: Brotherhood), dar și la orașele Boston și New York City. Porțiuni din Coasta de Est a Statelor Unite, precum și din Marea Caraibelor, pot fi explorate cu ajutorul flotei Asasinilor, Acvila, căpitan fiind Connor Kenway însuși, Robert Faulkner fiind secundul său și cel care îl îndrumă pe mare.
Mecanica de free running în orașe și sălbăticie a fost simplificată pentru a permite un parkour mai fluid, precum cățărarea în copaci, pe munți, stânci etc. Sistemul de luptă a fost modificat și el, permițându-i lui Connor să mânuiască armele într-un mod dual, dar și să elimine mai mulți oponenți dintr-o dată, jucătorul nemaifiind nevoit să folosească mecanica de lock-on. Connor are acces la o gamă largă de arme, precum muschete, pistoale, toporul tomahawk, arcuri și săgeți, o frânghie (folosită pentru a trage sau a spânzura inamicii), precum și Lama Ascunsă. În plus, Lama Ascunsă din mâna stângă are un mecanism ce permite blocarea atacurilor, jupuirea de animale, dar și asasinări. Scuturile umane pot fi folosite pentru a bloca gloanțele inamicilor. Medicamentele nu mai sunt necesare, deoarece viața se regenerează automat. A fost îmbunătățit și stealth-ul, permițând jucătorilor să folosească elemente naturale, precum iarbă înaltă sau copaci, pentru a se ascunde, împreună cu abilitatea de a se amesteca între două persoane.
Assassin's Creed III conține noi simulări de vreme, precum zăpada, ceața și ploaie. Anotimpurile se pot schimba și ele, ceea ce va afecta nu doar aspectul vizual, ci și gameplay-ul, jucătorul alergând mai încet în zăpadă mare. Ninsorile pot reduce vizibilitatea pentru jucători și inamici, în acest mod fiind încurajat stealth-ul. Spre deosebire de titlurile anterioare, acest joc include diferite animale, fie domestice (cai, vaci, câini), fie sălbatice (căprioare, lupi, urși). Cele sălbatice pot fi găsite la Frontieră și pot fi vânate pentru carne sau pentru piele, care pot fi vândute ulterior. Calitatea prăzii determină prețul, deci jucătorul este încurajat să vâneze silențios. Pot fi folosite momeli și capcane.
Resursele se află acum la moșia Davenport, casa adoptivă a lui Connor. Această moșie poate fi vizitată de tâmplari, croitori etc. răniți în timpul războiului. Interacționarea și ajutarea acestor NPC-uri (non-player characters) îi va încuraja să se stabilească pe moșie. Din acest moment, jucătorul poate crea diferite iteme, pe care să le vândă apoi lor sau să le trimită spre orașe printr-o caravană. Jucătorul îi poate ajuta și să-și îmbunătățească relațiile dintre ei înșiși, ceea ce va rezulta, apoi, în formarea unui mic sat. Jucătorul poate îmbunătăți atât moșia, cât și vasul lui Connor, Acvila.
O versiune îmbunătățită a sistemului de recrutare din Assassin's Creed: Brotherhood își face apariția, jucătorii putând să primească cetățeni în Frăție prin trimiterea lor să îndeplinească misiuni "Liberation". Ei au și o gamă mai largă de abilități, ceea ce le permite să pornească o revoltă, să asigure o escortă ce le permite să se ascundă, să se comporte ca și gardă personală etc. Alte misiuni secundare includ colectarea de pagini almanah, explorarea tunelurilor subterane pentru a localiza puncte de fast-travel, să se alăture și să lupte în echipă, să investigheze zvonurile vameșilor despre OZN-uri și Sasquatch, dar și misiuni "peg-leg", în care Connor călătorește către forturi și ținuturi pentru a descoperi legenda comorii lui William Kidd.
Assassin's Creed III conține și expediții navale. Folosind nava lui Connor, Acvila, jucătorul poate naviga pe mare. Controlul navei se bazează pe factori ai mediului înconjurător, precum viteza vântului, furtuni, valuri mari și stânci. Atacul este format din tunuri, aflate pe fiecare parte a vasului, mitraliere, ce pot fi folosite pentru a avaria vase mai mici, care pot fi și abordate pentru a găsi comori, dar și obuze, folosite în lupta contra vaselor mai mari. Acvila este folosită în câteva dintre misiunile principale, dar și în misiuni secundare, cunoscute ca și "Misiuni Privateer" .
Versiunea jocului pentru platforma Wii U are caracteristici suplimentare. Jucătorul are abilitatea de a schimba armele pe fugă, iar harta este mereu vizibilă pe gamepad. Versiunea pentru Wii U suportă și Off TV Play. Cu această caracteristică activată, ecranul principal este redirecționat către gamepad-ul Wii U.
Modul multiplayer se reîntoarce și el, fiind dezvoltat de Ubisoft Annecy. Împreună cu caracteristicile anterioare, apar și unele noi, precum un mod co-operative, numit Wolfpack, în care 1–4 jucători sunt însărcinați cu asasinarea diferitelor NPC-uri într-o limită de timp, printr-o secvență cu 25 de etape. Există și un mod numit Domination, în care jucătorii vor trebui să stăpânească diferite zone ale hărții și să le protejeze de echipa adversă.
Versiunea remasterizată a jocului conține mecanici îmbunătățite. Jucătorii pot acum fluiera din orice ascunzătoare, în timp ce în versiunea anterioară acest lucru era posibil doar din colțuri. Asasinările duble au fost îmbunătățite și nu mai necesită acum intrarea în modul high profile. Țintirea liberă cu armele a devenit și ea posibilă, permițându-i lui Connor mai mult control asupra arcului și pistolului său, asemănător cu Black Flag și Rogue. Mini-harta și sistemul UI au fost actualizate cu iconițe mai frumoase și recognoscibile pentru accesibilitate și pentru a observa unde va ținti inamicul, dar conține și moduri pentru daltoniști. Sistemul de crafting și de economie a fost actualizat și el major. Sistemul de ecleraj al jocului a fost actualizat pentru a se asemăna cu noua tehnologie implementată în Assassin's Creed Origins iar texturile au fost upgradate pentru a se asemăna cu viitoarele jocuri Assassin's Creed ce vor rula pe motorul grafic AnvilNext 2.0.

## Sinopsis

### Cadrul
După evenimentele din Assassin's Creed: Revelations, jocul explorează viața unui asasin din America colonială a secolului 18, în timpul Revoluției Americane; un om englez-mohican, numit Ratonhnhaké:ton, cunoscut ca și Connor, al cărui tată este Marele Maestru al Templierilor din colonii. Connor se amestecă în conflictul dintre Asasini și Templeri atunci când satul său amerindian este atacat de Templieri, care plănuiesc să preia conducerea țării nou-formate.
Povestea lui Connor se petrece în decursul a două decenii din viața sa. Boston și New York City sunt orașele ce pot fi explorate, precum și Frontiera Colonială Americană, păduri, stânci, râuri, satul amerindian al lui Connor, dar și așezările din Lexington și Concord. Vânătorul poate vâna animale mari și mici și aproximativ o treime din poveste are loc la Frontieră. Orașul Philadelphia poate fi vizitat într-un anumit moment al poveștii, dar și Caraibe în timpul anumitor misiuni pe mare. Întreaga Coastă de Est poate fi explorată de Connor cu ajutorul navei sale, Acvila.

### Personaje
Assassin's Creed III conține o mare distribuție de personaje. Cel principal este Ratonhnhaké:ton (Noah Watts), cunoscut ca și Connor, un Asasin din secolul 18.
Personajele din secolul 18 îi includ pe Achilles Davenport (Roger Aaron Brown), mentorul lui Connor și Asasin retras din activitate; mama lui Connor, Kaniehtí:io sau Ziio (Kaniehtiio Horn); secundul lui Connor de pe Acvila, Robert Faulkner (Kevin McNally); cârciumarul francez, Stephane Chapheau (Shawn Baichoo). Templierii colonialiști sunt conduși de tatăl lui Connor, nobilul englez Haytham Kenway (Adrian Hough). El este ajutat de anumite figuri istorice, și anume Charles Lee (Neil Napier), Thomas Hickey (Allen Leech), John Pitcairn (Robert Lawrenson), Benjamin Church (Harry Standjofski), William Johnson (Julian Casey) și Nicholas Biddle. Perioada mai conține și alte figuri istorice, precum Israel Putnam (Andreas Apergis), George Washington (Robin Atkin Downes), Thomas Jefferson (John Emmet Tracy), Mason Weems (Tod Fennell), Paul Revere (Bruce Dinsmore), Edward Braddock și Samuel Adams (Mark Lindsay Chapman).
Alte personaje: Minerva (Margaret Easley) și Iuno (Nadia Verrucci), membrii ai Celor Înaintași; și Marele Maestru din secolul 18 al Ordinului Templier din Anglia, Reginald Birch (Gideon Emery).

### Povestea
Imediat după evenimentele din jocul precedent, Desmond Miles, împreună cu tatăl său William, și aliații săi Rebecca Crane și Shaun Hastings găsesc Templul Primei Civilizații într-o peșteră din New York și intră în el cu ajutorul Mărului din Eden, un artefact cu o putere imensă. După ce activează parțial templul, Iuno începe să comunice cu Desmond. Desmond intră în Animus, unde influența lui Iuno îl face să retrăiască viața strămoșului său din Anglia anului 1754: Marele Maestru Templier, Haytham Kenway.
Haytham asasinează un nobil la Opera Regală din Londra și fură un medalion; Cheia camerei interne a Templului. Haytham este trimis către Coloniile Americane pentru a localiza Templul. În timp ce se află în Boston, el omoară un negustor de sclavi, eliberând un grup de mohicani, inclusiv o femeie pe nume Kaniehti:io; sau pe scurt, Ziio. Ea îl ajută pe Haytham să găsească Templul doar dacă îl omoară pe Generalul Braddock. Haytham și Ziio află că templul nu poate fi deschis cu ajutorul Cheii. Perechea dezvoltă o relație romantică în timpul petrecut împreună, din care se naște un băiat, Ratonhnhaké:ton. După aceea, povestea continuă cu copilăria lui Ratonhnhaké:ton, începând cu anul 1760. Mama sa moare în timpul unui atac asupra satului său; Ratonhnhaké:ton crede că acest atac a fost condus de Templierul Charles Lee. Ani mai târziu, Bătrânul satului îl informează pe tânărul Ratonhnhaké:ton că treaba tribului său este de a preveni descoperirea Templului. Bătrânul îi dăruiește o Sferă transparentă, care îi permite lui Juno să comunice cu el; ea îi spune despre importanța sa și îi arată simbolul Asasinilor. Simbolul îl conduce către Asasinul retras Achilles Davenport, care începe să-l antreneze pentru a deveni un asasin.
Achilles îi sugerează lui Ratonhnhaké:ton să-și schimbe numele în "Connor", pentru a putea să călătorească liber prin Colonii, de vreme ce unii coloniști l-ar putea refuza datorită numelui amerindian. În timp ce căuta provizii prin Boston, Connor este acuzat de Templieri pentru instigare la Masacrul din Boston. După câțiva ani, Connor omoară mai mulți Templieri și se implică în Războiul Revoluționar dintre Patrioți și Britanici. Connor se întâlnește cu tatăl său, iar cei doi formează o alianță temporară pentru a omorî un Templier. Mai târziu, Haytham descoperă o scrisoare în care se detaliază planul lui George Washington de a elimina populația indigenă, inclusiv tribul lui Connor, de la Frontieră pentru a preveni susținerea acestora pentru Loialiști. Connor se întoarce în satul său și află că Lee a recrutat mai mulți războinici mohicani pentru a se împotrivi Patrioților trimiși să-i omoare. Connor îi omoară pe acești mohicani, inclusiv pe prietenul său din copilărie, Kanen'tó:kon.
Între timp, Desmond este scos ocazional din Animus pentru a aduce surse de putere din Manhattan și Brazilia, necesare activării Templului, înainte ca Templierul Daniel Cross să le găsească. William însuși se duce după ultima sursă, dar este capturat de Templierii de la Abstergo. Desmond atacă clădirea, îl omoară pe Cross și pe Warren Vidic, și își salvează tatăl.
Connor este hotărât să-i elimine pe Templieri și speră să lucreze cu Haytham în scopul păcii și libertății. Cu toate acestea, Haytham rămâne convins de haosul libertății, dar și de necesitatea de a controla țara prin înlocuirea lui Washington cu Lee. Lee este discreditat de Washington datorită încercării de a sabota Lupta de la Monmouth, și se refugiază în Fortul George. Connor se infiltrează în fort și se confruntă cu Haytham; ei se duelează, iar Connor îl asasinează. Connor îl omoară, ulterior, și pe Lee și recuperează Cheia. Odată ce Templierii Coloniști sunt eliminați, Connor se reîntoarce în satul său doar pentru a-l găsi gol, iar Sfera lăsată în urmă. Folosind-o, Iuno îi spune unde să ascundă Cheia pentru a nu mai fi găsită; Connor îngroapă Cheia în mormântul fiului lui Achilles, Connor Davenport.
În 2012, Desmond recuperează Cheia și intră în Camera internă a Templului. Iuno îl informează că activarea piedestalului va salva lumea, dar cu costul vieții sale. Minerva apare în fața sa și îi spune că acest plan o va elibera pe Iuno, care era închisă în templu pentru a nu distruge umanitatea. Iuno și Minerva îi explică că dacă erupția solară are loc, Desmond va fi unul dintre puținii supraviețuitori într-o lume postapocaliptică. După ce Desmond moare, el va fi venerat ca un zeu, iar moștenirea sa va fi manipulată pentru a controla viitoarele generații, resetând ciclul. Desmond alege să se sacrifice pentru a salva umanitatea și pentru a le da oportunitatea de a se lupta cu Iuno. William, Shaun și Rebecca părăsesc templul după ce Desmond activează piedestalul; o aureolă globală protejează planeta de erupția solară. Iuno laudă decizia făcută de Desmond și spune că este timpul ca partea ei să înceapă.
Într-un epilog, Connor incendiază portretele Templierilor din moșia Davenport, marcând sfârșitul călătoriei sale. În plus, reîntoarcerea sa în satul său este detaliată mai târziu, arătându-se că a vorbit cu un vânător de acolo, care i-a spus că pământul a fost vândut coloniștilor pentru a acoperi datoriile de război ale Statelor Unite. Connor călătorește până la digul din New York, unde este martor la plecarea pentru totdeauna a ultimilor britanici din America. Cu toate acestea, el observă semne ale comerțului cu sclavi în națiunea nou-formată, chiar lângă digul plin de cetățeni care aplaudă plecarea britanicilor, semn că nu toți oamenii vor fi liberi.
După aceea, o voce din prezent îl îndrumă pe ascultător în găsirea unor anumite 'puncte de pivot', împrăștiate prin Coloniile Americane. Odată colectate, vocea îi felicită și îi informează că s-au conectat la cloud.

## Dezvoltare

### Origini
Munca la Assassin's Creed III a început în ianuarie 2010 (aproape imediat după lansarea lui Assassin's Creed II) de o echipă de la Ubisoft. Jocul a fost în stadiul de dezvoltare timp de doi ani și jumătate și are cel mai lung ciclu de dezvoltare de la primul joc Assassin's Creed încoace. Când Ubisoft a dezvăluit Assassin's Creed: Brotherhood în 2010, șiîn vreme ce noi detalii apăreau pe parcurs, exista confuzia în comunitatea de gameri cum că acesta ar fi Assassin's Creed III. Conform dezvoltatorilor, Brotherhood nu era Assassin's Creed III, iar al treilea titlu nu va conține "un personaj preexistent." Dezvoltatorii de la Ubisoft Montreal au spus în interviurile acordate că Assassin's Creed III va fi lansat eventual.
Jean-François Boivin de la Ubisoft a spus că fiecare titlu numerotat din serie va introduce un nou personaj principal și un nou cadru. Patrice Désilets, fost regizor al seriei, a spus că aceasta a fost plănuită dintotdeauna ca o trilogie. El a vorbit și despre povestea din Assassin's Creed III, spunând că se va concentra pe obiectivul Asasinilor de a preveni sfârșitul lumii din 2012 și pe cursa lor contratimp de a găsi temple și Mere ale Edenului, construite de cei "Înaintași". Desmond va căuta indicii despre locația acestor temple prin explorarea memoriilor a unuia (sau mai mulți) dintre strămoșii săi.
În octombrie 2011, Alex Amancio, unul dintre regizorii de la Assassin's Creed: Revelations, a anunțat că următorul joc al seriei se va lansa înainte de luna decembrie 2012, dar Amancio nu va regiza jocul. Acest lucru pleacă de la ideea că Desmond Miles, protagonistul seriei din prezent, își termină povestea înainte de luna decembrie 2012. Amancio a spus că gamerii nu vor trebui să joace un joc futuristic, adică unul care are loc după perioada din prezent.

### Înainte de anunț
CEO-ul Ubisoft, Yves Guillemot, a confirmat în timpul unei conferințe de pe 8 noiembrie 2011 că un nou joc "major" Assassin's Creed se va lansa în 2012. Guillemot a refuzat să intre în detalii. Vorbind pentru MCV, Guillemot a respins ideea că jocurile anuale Assassin's Creed strică brandul, spunând, în schimb, că sunt necesare pentru a "satisface cererea". Guillemot a spus în același interviu că jocul Assassin's Creed de anul acesta va fi "cel mai mare de până acum."
În februarie 2012, Ubisoft a confirmat oficial existența lui Assassin's Creed III, dar și data de lansare nord-americană de pe 30 octombrie 2012. Guillemot a descris Assassin's Creed III ca "jocul pentru următoarea generație a brandului Assassin's Creed, cât și unul pentru poveste/distracție interactivă în general. Vom forța jocul destul de mult, deoarece este un produs fantastic, la care s-a lucrat de peste trei ani. Tot ceea ce am văzut este fabulos." Guillemot a spus și că acesta este titlul seriei în care s-a investit cel mai mult de până acum.

#### Sursele din interior

O captură de ecran timpurie din Assassin's Creed III, care îl arată pe Connor într-o canoe. Cu toate acestea, funcția a fost scoasă din versiunea finală.

## Promovare

Ubisoft Australia a scos la licitație o ediție "foarte specială și foarte limitată" a lui Assassin’s Creed III, veniturile fiind donate Spitalului Pediatric din Sydney. Există doar zece ediții de acest fel în lume, iar câștigurile de la opt dintre acestea vor fi donate Spitalului Pedriatic din Randwick.